# Liste der Monuments historiques in Mohon
Die Liste der Monuments historiques in Mohon führt die Monuments historiques in der französischen Gemeinde Mohon auf.

## Liste der Bauwerke
| Bezeichnung           | Beschreibung | Standort                      | Kennzeichnung | Schutzstatus | Datum | Bild           |
| --------------------- | ------------ | ----------------------------- | ------------- | ------------ | ----- | -------------- |
| Motte Camp des Rouëts |              | Camp des Rovets Bodieu (Lage) | PA00091447    | Inscrit      | 1975  | weitere Bilder |

## Liste der Objekte
- Monuments historiques (Objekte) in Mohon in der Base Palissy des französischen Kultusministeriums